# 전동 발전기

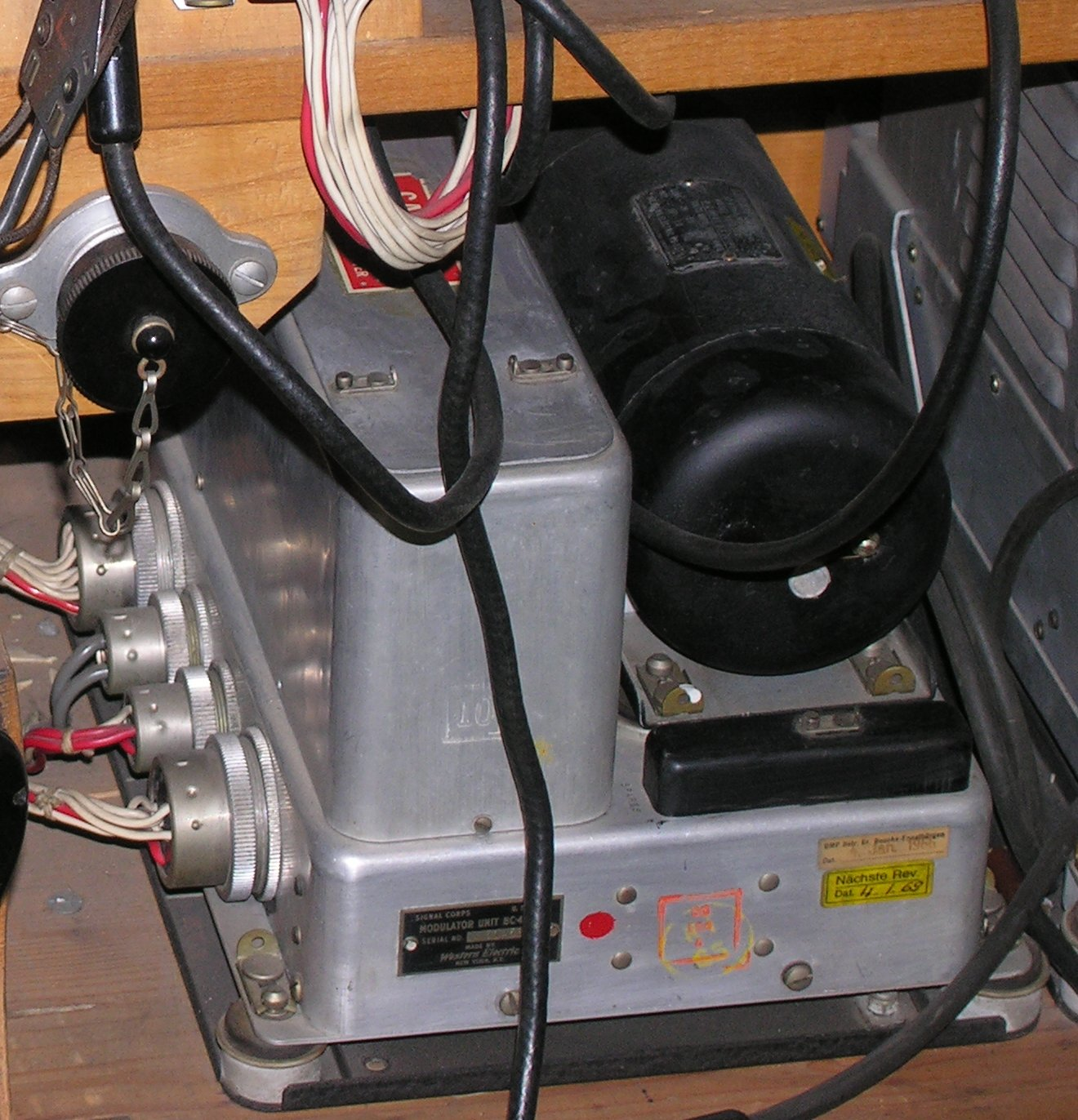

전동 발전기(電動發電機)는 전동기와 발전기를 기계적으로 연결하여 전력 주파수, 전압, 위상을 변환하는 장치이다. 전력 공급선에서 전기 부하를 분리하는 데에도 사용될 수 있다.
진공관 이동 무선 수신기와 같은 저전력 장치는 전동 발전기를 사용하는 대신, 일반적으로 진동자(자력 릴레이)와 진공관에 필요한 B + 전압을 생성하기 위해 변압기로 구성된 인버터 회로를 사용한다.
전동 발전기는 함께 결합된 별개의 전동기 및 발전기 기계로 구성될수 있지만, 단일 유닛 다이나전동기는 전동기를 구동하고 단일 회전자 둘레에서 출력 권선을 생성하는 코일이 있다. 2개의 코일 모두 동일한 외부 필드 코일 또는 자석을 공유한다.통상적으로, 모터 코일은 발전기 축의 다른 끝 부분에 다른 정류기 출력을 코일 축의 한쪽 끝 부분에 정류기에서 구동된다. 회전 전체와 축 조립체는 한 쌍의 기계보다 크기가 작고, 노출된 구동축을 갖추지 못할 수도 있다.

## 전력 처리
전력 발전 및 대형 고정 전력 시스템의 맥락에서, 전동 발전기는 기계적 발전기 (또는 발전기)에 연결된 전동기로 구성된다. 발전기가 전력 기계적 토크로 두 시스템 사이에 흐르는 전기 출력을 내면서 그 전기 모터 입력 전류에서 실행된다. 이것은 전기 분리 및 두 전기 시스템 사이에서 힘과 버퍼링을 제공한다.

## 같이 보기
- 엔진 발전기
- 디젤 발전기